# Ortezia varia
Ortezia varia är en stekelart som först beskrevs av Joseph Kriechbaumer 1898.  Ortezia varia ingår i släktet Ortezia och familjen brokparasitsteklar. Inga underarter finns listade i Catalogue of Life.